# Hakob Faraǰyan
Hakob Nersesi Faraǰyan (in armeno Հակոբ Ներսեսի Ֆարաջյան?; Tbilisi, 2 novembre 1930 – Erevan, 1º ottobre 1996) è stato un sollevatore sovietico di origine armena e allenatore di sollevamento pesi.

## Biografia
Nato in Georgia, Hakob Faraǰyan iniziò a sollevare pesi all'età di 16 anni. Nel 1955 diventò campione della Georgia e l'anno successivo si trasferì a Mosca sotto la guida tecnica di Evgenij Lopatin.
Nel 1959 vinse il Campionato nazionale sovietico nella categoria dei pesi leggeri, venendo selezionato per i Campionati mondiali ed europei di Varsavia 1959, dove conquistò la medaglia d'argento con 370 kg nel totale di tre prove, dietro al connazionale Viktor Bušuev (385 kg).
Dopo aver lasciato l'attività agonistica, nel 1963 si dedicò a quella di allenatore di sollevamento pesi. Trasferitosi in Armenia, ebbe come suo allievo, tra gli altri, Vardan Militosyan, vice-campione olimpico e campione europeo.
Fu vice-direttore della Scuola sportiva di sollevamento pesi di Erevan.
Morì a 65 anni e fu sepolto nel cimitero della capitale armena.